# Předboř (Choustník)
Předboř (německy Pschedborsch) je vesnice, část obce Choustník v okrese Tábor v Jihočeském kraji. Nachází se asi dva kilometry jihovýchodně od Choustníku. Je zde evidováno 58 adres. V roce 2011 zde trvale žilo 103 obyvatel.
Předboř leží v katastrálním území Předboř u Choustníku o rozloze 3,55 km².

## Historie
První písemná zmínka o vesnici pochází z roku 1379.

## Obyvatelstvo
| Rok            | 1869 | 1880 | 1890 | 1900 | 1910 | 1921 | 1930 | 1950 | 1961 | 1970 | 1980 | 1991 | 2001 | 2011 | 2021 |
| -------------- | ---- | ---- | ---- | ---- | ---- | ---- | ---- | ---- | ---- | ---- | ---- | ---- | ---- | ---- | ---- |
| Počet obyvatel | 325  | 298  | 283  | 243  | 262  | 237  | 199  | 160  | 156  | 145  | 126  | 101  | 111  | 103  | 101  |
| Počet domů     | 39   | 39   | 40   | 40   | 36   | 36   | 38   | 43   | 39   | 40   | 35   | 43   | 54   | 57   | 54   |

## Obecní správa
Při sčítání lidu v letech 1850–1963 Předboř byl samostatnou obcí, se kterým patřil nejprve do okresu Tábor, ale v roce 1950 v okrese Soběslav. Od roku 1964 je částí obce Choustník v okrese Tábor.

## Galerie

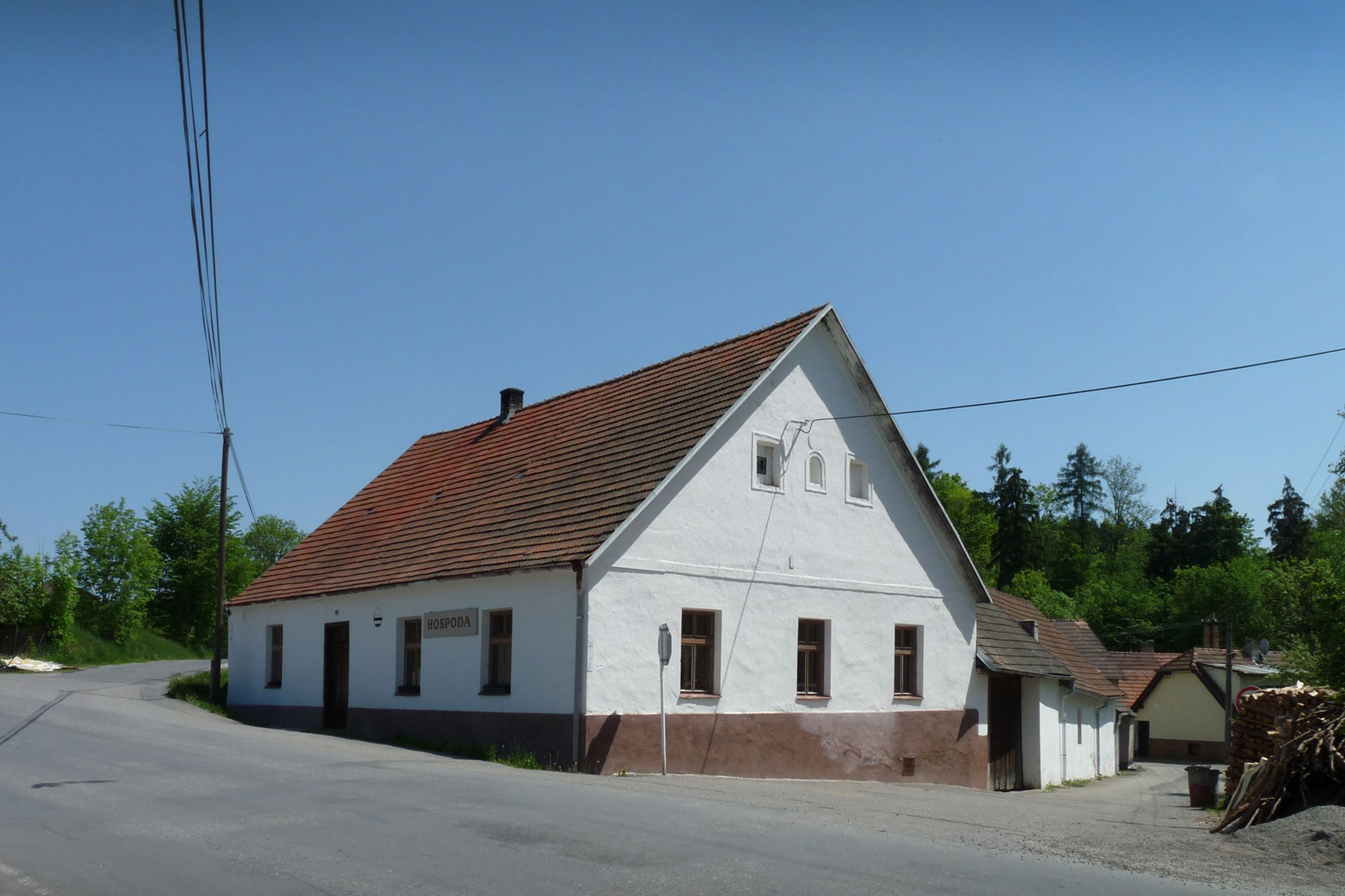
hospoda
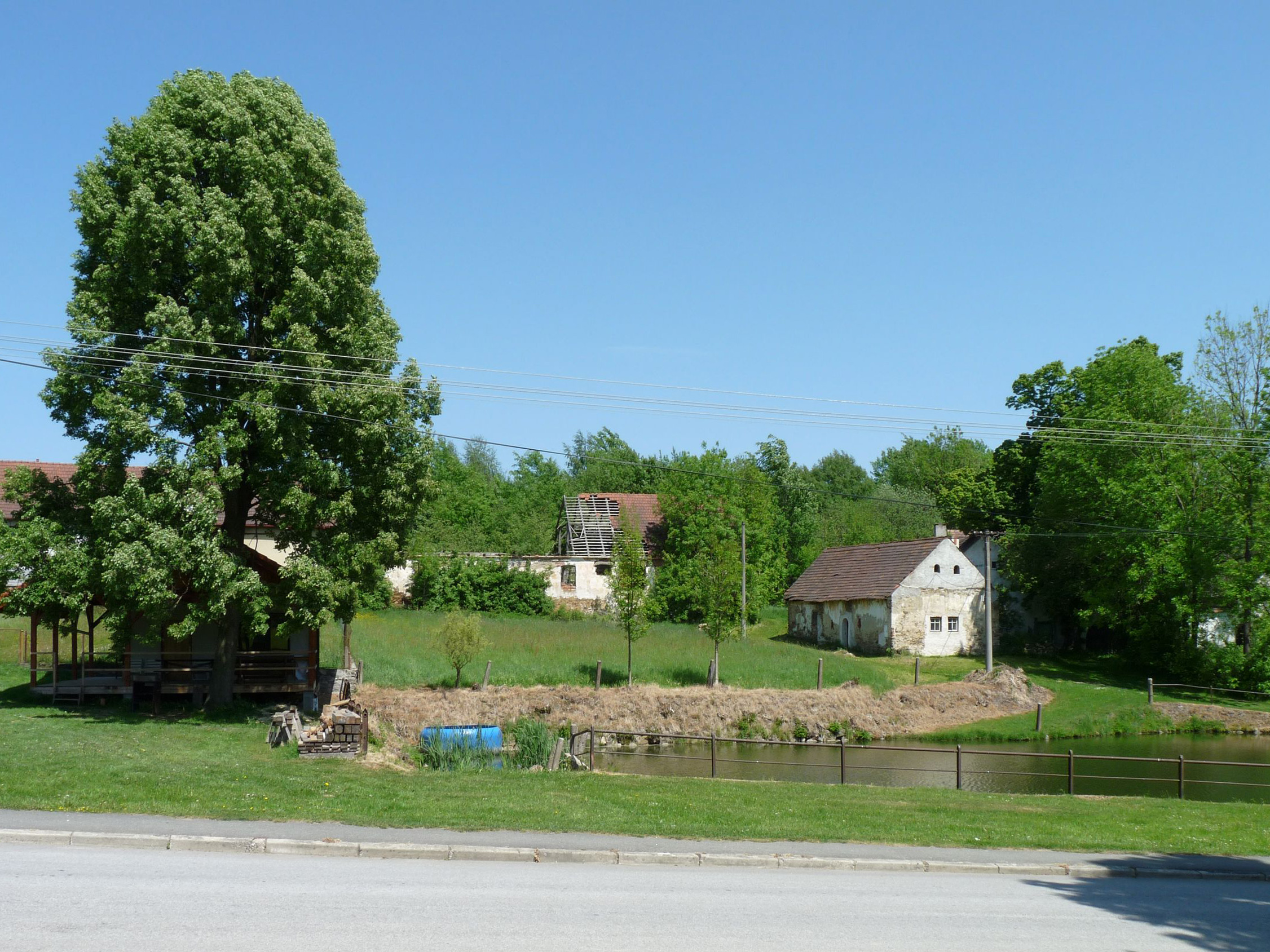
nádrž na návsi
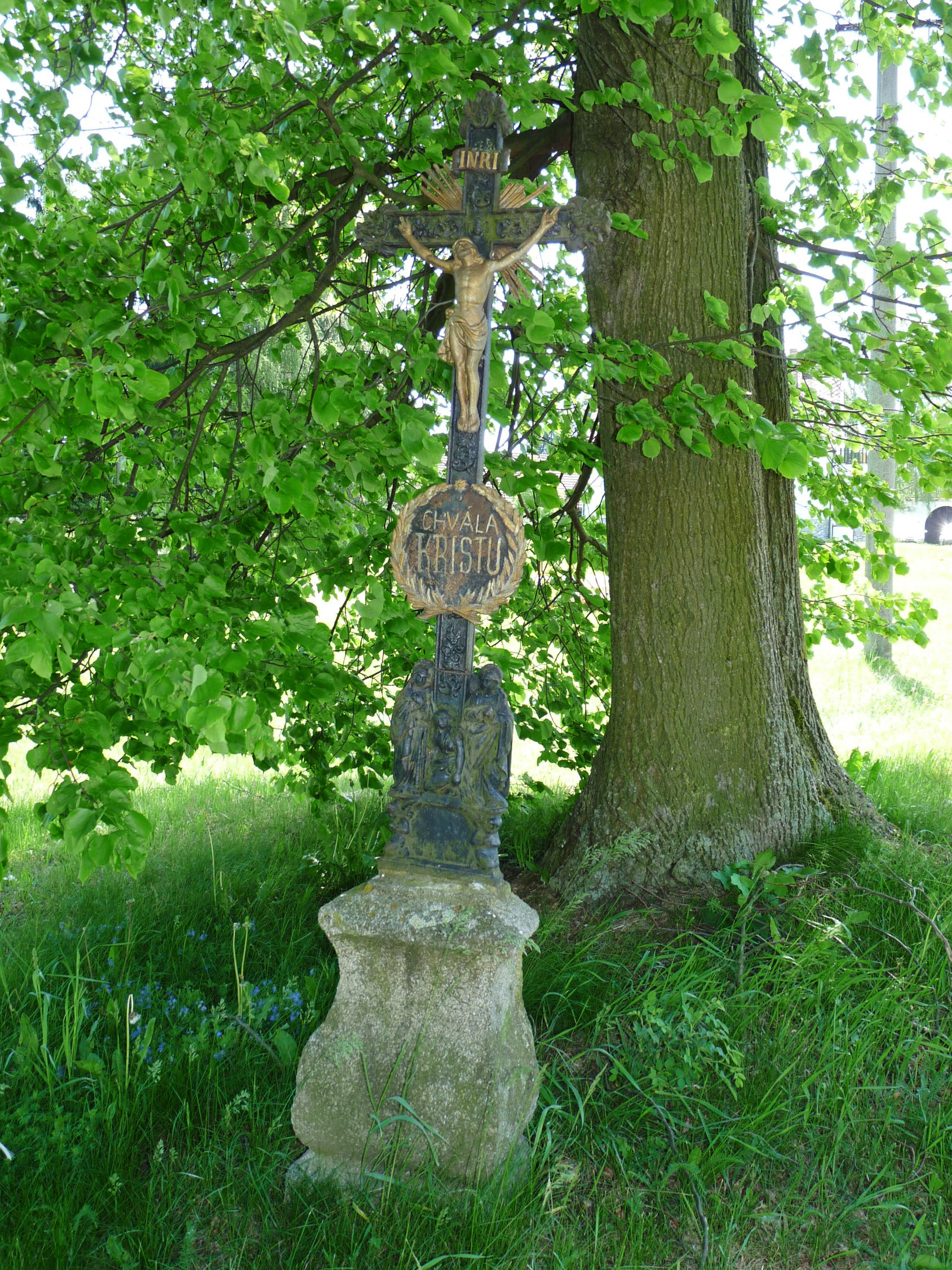
Křížek